# Grodziszcze (przystanek kolejowy)
Grodziszcze – zlikwidowany przystanek osobowy a dawniej stacja kolejowa w  na linii kolejowej nr 327, w województwie dolnośląskim, w Polsce.